# Estados Unidos nos Jogos Olímpicos de Inverno de 1972
Os Estados Unidos competiram nos Jogos Olímpicos de Inverno de 1972 em Sapporo, Japão.